# Каирский сельский совет (Горностаевский район)
Каирский сельский совет (укр. Каїрська сільська рада) — входит в состав
Горностаевского района
Херсонской области
Украины.
Административный центр сельского совета находится в 
с. Каиры
.

## История
- 1943 — дата образования.

## Населённые пункты совета
- с. Каиры